# جائزة سيزار لأفضل ممثلة مساعدة

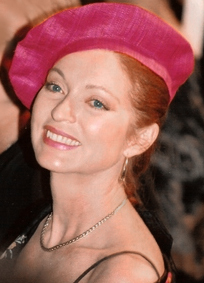
ماري فرانس بيزيه عام 1992

الفائزات بجائزة سيزر لأفضل ممثلة مساعدة:
- 1976: ماري-فغانس بيسيا في ابن عم، وابن عم
- 1977: ماري-فغانس بيسيا في باروكو
- 1978: ماري دوبيه في التهديد
- 1979: ستيفاني أودرا في فيليوت
- 1980: نيكول قارسيا في الممارسة تجعله أفضل
- 1981: نتالي بييه في كل رجل لنفسه
- 1982: نتالي بييه في غريب الشأن
- 1983: فاني كيتنكون في نجم الشمال
- 1984: سوزان فلون في صيف قاتل
- 1985: كارولين كلييه في ميدوزا
- 1986: برانديت لافونت في شارلوت ولولو
- 1987: إيمانويل بييه في جان دي فلوريت 2
- 1988: دمونيك لافنان في الرجل الذي يحب حدائق الحيوان
- 1989: هيلين فينسنت في الحياة نهر هاديء طويل
- 1990: سوزان فلون في فيفوري
- 1991: دومنيك بلا في حمقى مايو
- 1992: دومنيك بروكيه في كل صباحات العالم
- 1993: دومنيك بلا في الصين الهندية
- 1994: فيلاري ليمارشيه في الضيوف
- 1995: فيرنا ليزي في الملكة مارغت
- 1996: آناي جيراردو في الفقراء البائسون
- 1997: [[كاثرين فروت]] في تشابه العائلة
- 1998: آقني جوي في ذات الأغنية القديمة
- 1999: شارلوت غينسبور في حلم العمر عن الملائكة
- 2000: كارين فيار في قلوب شامخة
- 2001: آني ألفارو في مذاق الآخرين
- 2002: آناي جيراردو في عازف البيانو
- 2003: كارين فيار في أشياء صيفية
- 2004: جولي ديباردو في ليلي الصغيرة
- 2005: ماريون كوتيار في خطوبة طويلة جدا
- 2006: سيسيلي دو فغانس في الدمى الروسية
- 2007: فاليري ليماغسيه في مقاعد الأوراكاسترا
- 2008: جولي ديباغدو في سر
- 2009: إلزا زيلبرستاين في منذ وقت طويل وأنا أحبك
- 2010: إيمانويلي ديفوس في فالأصل
- 2011: آن ألفارو في ضجيج الجليد
- 2012: كارمن مورا في نساء الطابق السادس
- 2013: فاليري بنغيغي في الإسم
- 2014: أدال أنال في سوزان
- 2015: كريستين ستيوارت في سيلس ماريا
- 2016: سيدس بابت كنودسن في هرمين

1. 1 2 3  وصلة مرجع: https://www.academie-cinema.org/palmares/.